# Mahfud Ali Beiba
Mahfud Ali Beiba, eller Mahfuz Ali Beiba (arabiska: محفوظ علي بيبا), även kallad Mahfud Laroussi, född 1953, död den 2 juli 2010, var en västsaharisk politiker, som under tre perioder var premiärminister i Västsahara, egentligen Sahariska arabiska demokratiska republiken (SADR), som gör anspråk på Västsahara, vilket till största delen är ockuperat av Marocko.
Mahfud Ali Beiba var tidigt en del av Polisarios ledning. Under juni–augusti 1976 var han tillförordnad generalsekreterare för Polisario, innan Mohamed Abdelaziz valdes att efterträda Mustafa Sayyed El-Wali på posten.
Ali Beiba var senare premiärminister under tre perioder: 1982–1985, 1988–1993 och 1995–1999.